# Jerry Stackhouse
Jerry Darnell Stackhouse (ur. 5 listopada 1974 w Kinston) – amerykański koszykarz, występujący na pozycjach rzucającego obrońcy lub niskiego skrzydłowego, po zakończeniu kariery sportowej trener koszykarski, obecnie trener drużyny akademickiej Vanderbilt Commodores.
W 1993 wystąpił w meczu gwiazd amerykańskich szkół średnich - McDonald’s All-American.
Po ukończeniu szkoły średniej rozpoczął studia na uniwersytecie Karoliny Północnej. W swoim drugim roku w lidze akademickiej został wybrany przez Amerykańską Agencję Prasową do pierwszej piątki sezonu. W tym też sezonie zdołał zablokować 59 rzutów przeciwników, co było drugim wynikiem w drużynie. Po dwóch latach studiów zgłosił się do draftu NBA, gdzie został wybrany z trzecim numerem przez Philadelphię 76ers. Już w pierwszym sezonie stał się liderem 76ers, jednak rok później stracił swoje miejsce w pierwszej piątce na rzecz wybranego w drafcie Allena Iversona. Dwa lata później został zawodnikiem Detroit Pistons. W sezonie 2000/2001 zdobywał rekordowe w karierze 29,8 punktu na mecz, co dało mu w ówczesnym sezonie pierwsze miejsce w liczbie łącznie zdobytych punktów, a drugie w średniej zdobywanych na mecz. W 2002 roku został wymieniony do Washington Wizards za m.in. Ripa Hamiltona. Po dwóch latach po raz kolejny zmienił barwy klubowe, stając się zawodnikiem Dallas Mavericks, z którymi zdobył tytuł wicemistrza NBA. 8 lipca 2009 Dallas Mavericks oddali go do Memphis Grizzlies. Dzień po wymianie został zwolniony, po czym podpisał kontrakt z Milwaukee Bucks na resztę sezonu 2009/10. Po sezonie podpisał kontrakt z Miami Heat, jednak już pół roku później został zwolniony. W kolejnym sezonie bronił barw Atlanta Hawks. W lipcu 2012 roku podpisał kontrakt z Brooklyn Nets.

## Osiągnięcia
Na podstawie, o ile nie zaznaczono inaczej.

### NCAA
- Uczestnik:
  - NCAA Final Four (1995)
  - turnieju NCAA (1994, 1995)
- Mistrz:
  - turnieju konferencji Atlantic Coast (ACC – 1994)
  - sezonu zasadniczego ACC (1995)
- Zawodnik Roku NCAA według Sports Illustrated (1995)
- MVP turnieju ACC (1994)[6]
- Zaliczony do:
  - I składu:
    - All-American (1995)
    - ACC (1995)
    - turnieju ACC (1994, 1995)
    - pierwszoroczniaków ACC (1994)

### NBA
- 2-krotny uczestnik meczu gwiazd NBA (2000, 2001)
- Zaliczony do składu I składu debiutantów NBA (1996)[7]
- Uczestnik:
  - Rookie Challenge (1996)
  - konkursu wsadów (1996, 2000)
- Debiutant miesiąca (marzec 1996)
- Zawodnik tygodnia (10.11.2002)

### Trenerskie
- Mistrz D-League (2017)[8]
- Trener Roku D-League (2017)[9]